# BREATHE
BREATHE是日本二人的歌唱組合。

## 簡歷
兩人都是「EXILE Presents VOCAL BATTLE AUDITION2 〜夢を持った若者たちへ〜」的參加者，順利進入三次審查，但最終落選。不過在決賽當日的表現不比優勝者遜色，所以LDH的社長HIRO決定為他們成立一個二人組合。BREATHE的名字是由日本著名作詞家松尾潔所命名，松尾潔亦是BREATHE製作人。2011年12月21日出道，並發行首張單曲『合鍵/White Lies』。
2016年4月29日、發表解散。宮田以個人歌手身份繼續活動、而多田就退出樂壇。
2021年3月24日BREATHE宣布再次活動。

## 成員
- 宮田慧 (みやた さとし、MIYATA SATOSHI、1984年7月28日)

神奈川縣出身。身長172cm。血型：AB型。
東北高等學校、専修大學的野球部出身。
與隸屬日本職棒太平洋聯盟職業棒球隊的福岡軟體銀行鷹選手長谷川勇也是大學時代的同隊隊員。。
廣瀨香美音樂學校，EXPG東京校出身。
會稱成員多田和也為「和也」。
- 多田和也 (ただ かずや、TADA KAZUYA、1988年7月22日)

大阪府出身。身長170cm。血型：A型。
ESP音樂專門學校出身。
曾經是四人組合「For」的成員。
會稱成員宮田慧為「慧君」。

## 音樂作品

### 翻唱專輯
|     | 日本發行日期  | 標題                                        | 規格及日本販賣生產號碼                 | 排名 |
| --- | ------------- | ------------------------------------------- | -------------------------------------- | ---- |
| 1st | 2013年3月13日 | 「Lovers' Voices」～松尾潔作品 COVER BEST～ | CD (RZCD-59288) CD+DVD（RZCD-59287/B） | 8位  |

### 音樂録影帶
| 監督           | 歌名 |
| 大喜多正毅     | 「So High （页面存档备份，存于）」 |
| 柿本ケンサク   | 「備份鑰匙 （页面存档备份，存于）」 |
| 田中のぞみ     | 「Share Happiness （页面存档备份，存于）」 |
| KAZUTOSHI FUKU | 「Tomorrows （页面存档备份，存于）」 |
| 不明           | 「Queen B （页面存档备份，存于）」「ふたつの唇 （页面存档备份，存于）」「この夜を止めてよ （页面存档备份，存于）」「You Go Your Way （页面存档备份，存于）」「Best Friend's Girl （页面存档备份，存于）」「Lover's Again （页面存档备份，存于）」 |

## 出演

### 綜藝節目
- 週刊EXILE（TBS電視台、2010年2月 -  2015年）
- FUTURE TRACKS→R（朝日電視台、2011年9月 - 12月）
- BREAK OUT（日语：Break Out (テレビ番組)）（朝日電視台、2012年1月 - 2015年）
- EXILE魂（日语：EXILE魂）（每日放送 ・TBS電視台、2012年4月 - 6月）
- つながるGO!GO!（J:COM、2012年5月 - 2013年）

### 廣播
- BREATHE PLEASE（bayfm、2012年1月 - 2016年）

### 音樂録影帶
- EXILE 「Bloom」（2012年）

### 網上節目
- 「Tomorrows」リリース記念特番（2014年5月12日、NICONICO生放送）
- 「Share Happiness」発売記念特番（2014年7月25日、NICONICO生放送）
- ライブツアー直前!! お馴染みの○○体操踊るの!?生歌唱できるの!? SP（2014年9月19日、NICONICO生放送）
- 漢部～真ノ男道～[8]（其ノ三：2014年12月19日[9]、其ノ六：2015年3月27日[10]、niconico動畫）

## 關聯項目
- LDH
- Rhythm zone
- EXILE Presents VOCAL BATTLE AUDITION2 〜夢を持った若者たちへ〜（日语：VOCAL BATTLE AUDITION）
- EXPG

## 外部連結
- BREATHE Official Website （日語）
- 心呼吸 （页面存档备份，存于） BREATHE的官方歌迷會。
- BREATHE OFFICIAL的Facebook專頁
- BREATHE_OFFICIAL的X（前Twitter）

## 註解
1. ↑  . BREATHE OFFICIAL WEBSITE. 2016-04-29  [2016-04-29]. （原始内容存档于2016-05-02）.
2. ↑  松尾潔 （页面存档备份，存于） Twitter. 2016年4月30日閲覧。
3. ↑  . ORICON STYLE. 2016-04-29  [2016-04-30]. （原始内容存档于2016-05-08）.
4. ↑  . Instagram. 2021-03-24  [2021-03-24].
5. ↑  . 長谷川與BREATHE同台演出. 2011-06-29. （原始内容存档于2013-05-01）.
6. ↑  . EXPG TO LDH Inc. 2012年2月  [2012-08-04]. （原始内容存档于2012-08-19）.
7. ↑  . ESP已出道的藝人.   [2012-08-04]. （原始内容存档于2012-08-14）.
8. ↑  . LDH mobile.   [2016-03-24]. （原始内容存档于2016-04-12）.
9. ↑  . ドワンゴジェイピーnews. 2014-12-23  [2016-03-24]. （原始内容存档于2016年6月3日）.
10. ↑  . ドワンゴジェイピーnews. 2015-03-30  [2016-03-24]. （原始内容存档于2016年6月3日）.
11. ↑  . EXILE TRIBE PERFECT YEAR 2014官方網站. LDH. 2014-02-10  [2014-03-07]. （原始内容存档于2015-02-11）.
12. ↑  . BREATHE(ブリーズ) OFFICIAL WEBSITE. rhythm zone.   [2015-01-17]. （原始内容存档于2015-01-16）.
13. ↑  . BREATHE(ブリーズ) OFFICIAL WEBSITE. rhythm zone.   [2015-01-17]. （原始内容存档于2015年1月16日）.
14. ↑  . BREATHE(ブリーズ) OFFICIAL WEBSITE. rhythm zone.   [2015-09-03]. （原始内容存档于2015-08-10）.
15. ↑  . BREATHE(ブリーズ) OFFICIAL WEBSITE. rhythm zone.   [2015-10-04]. （原始内容存档于2015-10-06）.
16. ↑  . BREATHE(ブリーズ) OFFICIAL WEBSITE. rhythm zone.   [2016-03-22]. （原始内容存档于2016-03-30）.